# Odontomyia borealis
Odontomyia borealis är en tvåvingeart som beskrevs av James 1936. Odontomyia borealis ingår i släktet Odontomyia och familjen vapenflugor. Inga underarter finns listade i Catalogue of Life.